# Arbeitsgericht Wolfratshausen
Das Arbeitsgericht Wolfratshausen war ein bayerisches Arbeitsgericht mit Sitz in Wolfratshausen.

## Geschichte
Gemäß Arbeitsgerichtsgesetz vom 23. Dezember 1926 wurden in Deutschland Arbeitsgerichte gebildet. Diese waren nur in der ersten Instanz organisatorisch selbstständige Gerichte, die Landesarbeitsgerichte waren den Landgerichten zugeordnet. Am Landgericht München I entstand so 1927 das Landesarbeitsgericht München als eines von 23 Landesarbeitsgerichten in Bayern. In Wolfratshausen entstand das Arbeitsgericht Wolfratshausen als eines von 14 Arbeitsgerichten des Landesarbeitsgerichts. Sein Sprengel umfasste den Gerichtsbezirk des Amtsgerichts Wolfratshausen. Es bestand eine allgemeine Kammer für Arbeiter und Angestellte und eine Kammer für das Handwerk.
Bereits 1929 wurde die Zahl der Arbeitsgerichte deutlich reduziert. Das Arbeitsgericht Wolfratshausen wurde aufgehoben, seine Aufgaben übernahm das Arbeitsgericht München.